# Відсіч
Громадя́нський рух «Ві́дсіч» — український громадянський рух, що виник у лютому 2010 року як реакція на новоприйдешній режим Віктора Януковича та пов'язані з ним антиукраїнські та негативні соціально-економічні тенденції.

## Створення
За інформацією активістів, після президентських виборів 2010 року, на яких переміг Віктор Янукович, патріоти та небайдужі громадяни, які раніше брали участь у протестних кампаніях, вирішили зібратися і обговорити суспільно-політичну ситуацію, яка склалась в Україні, та можливі наслідки й небезпеки від новоприйдешньої влади. На збори також були запрошені друзі, знайомі, учасники різних організацій.
Як повідомили учасники руху, зустріч була призначена на 20 лютого 2010 року в Києві. Ця дата вважається днем заснування Відсічі, оскільки на зборах вирішили організуватись для подальшої діяльності, окреслили деякі принципи та напрямки активності майбутнього руху.
За інформацією активістів, у створенні Відсічі брали участь як учасники попередніх рухів спротиву (Революції на граніті, руху «Україна без Кучми», Громадського комітету опору «За правду!», Громадянської кампанії «Пора!» (чорної) та ін.), так і просто свідомі громадяни.

## Принципи руху
За даними активістів «Відсічі», рух має такі принципи.
1. Ненасильництво. Ненасильницький спротив використовується як найефективніший метод боротьби. Не варто плутати з пацифізмом.
2. Неієрархічність та ротація. Відсутність формальних лідерів — кожна акція чи кампанія має своїх координаторів, але рух в цілому не має єдиного лідера, який би роздавав вказівки згори, всі рішення ухвалюють в ході обговорення між активістами. Осередки є рівнозначними і спілкуються горизонтально.
3. Відкритість. У Відсічі практично немає таємниць від зовнішнього світу. Деяку інформацію Відсіч оберігає від поширення — таку, як паролі чи особову інформацію активістів. Але інформація, що стосується позицій та діяльності руху є доступною для всіх.
4. Понадпартійність та понадідеологічність. Громадянський рух «Відсіч» не працює на жодну політичну силу. Члени партій можуть бути активістами Відсічі, але у русі не мають обстоювати інтереси своїх партій. Активісти можуть мати різноманітні погляди, але у русі їх об'єднує спільна мета.
5. Принцип консенсусу полягає у тому, що ухвалюють таке рішення, з яким погоджуються усі.
6. Жертовність. Ніхто не може отримати дивідендів від участі у Відсічі, окрім насолоди від зробленої справи. Натомість, всі активісти Відсічі мають чимось пожертвувати для спільної справи (час, зусилля, кошти тощо).
7. Копілефт — кожен робить те, що він готовий робити, не вимагаючи нічого для себе. Все, що робить активіст у Відсічі, перестає бути його власним і стає надбанням Відсічі, суспільства та людської цивілізації. Ніхто не має права вимагати почестей або привілеїв за те, що він робить. Не варто плутати із загальноприйнятим визначенням копілефту.

## Акції та протестні кампанії
З березня 2010 Громадянський рух «Відсіч» був учасником сотень заходів (переважно вуличних акцій, а також попереджувальних страйків, сидячих протестів, слухань, круглих столів, громадських моніторингів, флешмобів, блокувань, масових поширень листівок тощо) у багатьох містах України, проведених як самотужки, так і у співпраці з іншими організаціями.

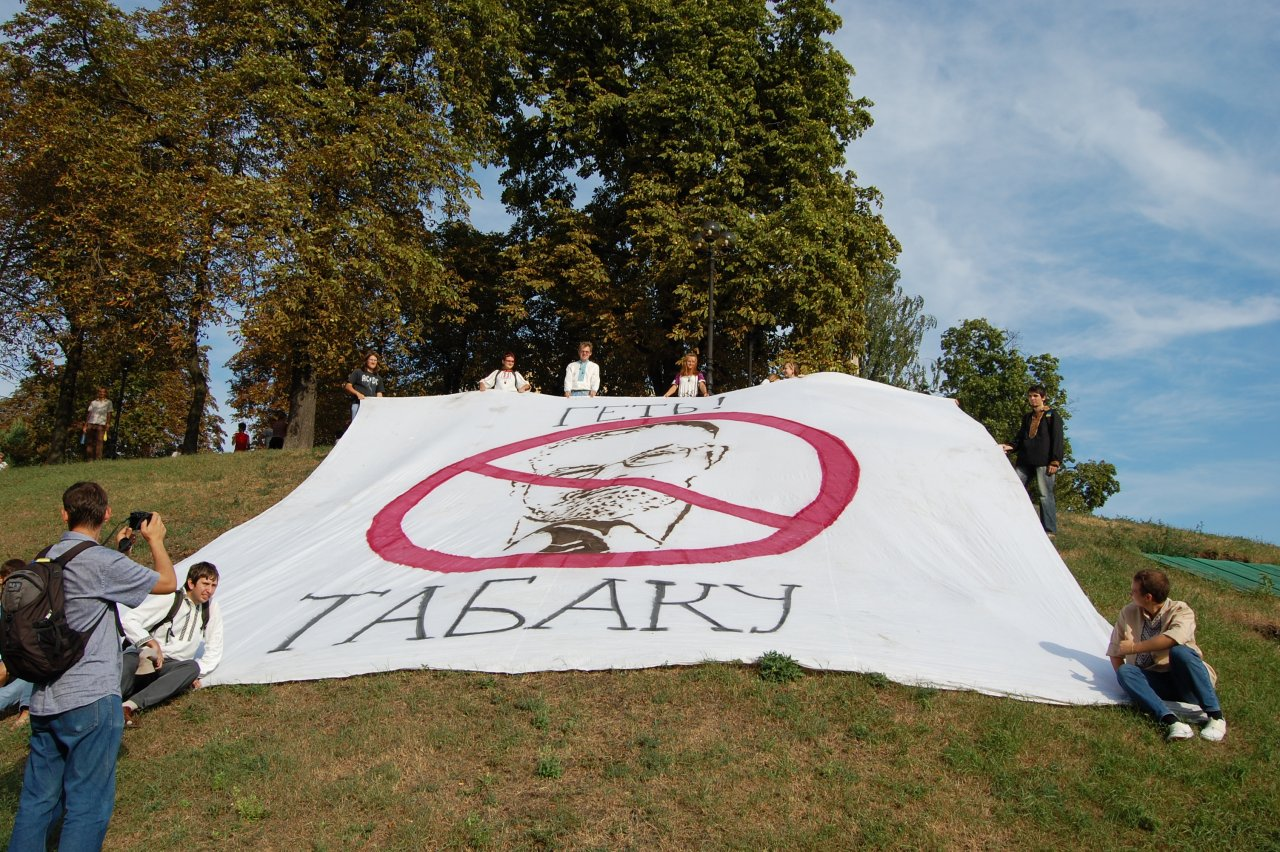
Акція проти міністра Дмитра Табачника на День Незалежності України. Київ. 24 серпня 2010 року

Серед них:
- «АнтиТабачна кампанія» — акції на захист української освіти від нововведень нового міністра освіти та науки (у певний період — міністра освіти та науки, молоді та спорту) Дмитра Табачника, який відзначився українофобськими шовіністичними та ксенофобськими висловлюваннями.
- Кампанія «Ні поліцейській державі» — за неупереджене розслідування та гідне покарання винних по справі смерті студента Ігоря Індила й по інших резонансних справах та проти міліцейського свавілля загалом.
- Організація та участь у протестах за право на мирні зібрання в Україні у 2010—2013 роках. Зокрема, у кампанії проти ухвалення законопроєкту № 2450[1], № 0918 та інших (які мають обмежити свободу мирних зібрань), зокрема кампанія «За мирний протест»[2]. Також проводились акції солідарності з білорусами[3][4][5][6] та росіянами[7][8], які борються за право мирно збиратись у своїх країнах.
- Кампанія «Займіться ділом, а не язиком!» — проти прийняття законопроєктів «Про мови в Україні» № 1015-3, «Про засади державної мовної політики в Україні» № 9073 та їхніх модифікацій[9], які сприятимуть мовним конфліктам й підсилюватимуть напруження у суспільстві та витіснятимуть українську мову зі сфер життя й діяльності українців.
  - Кампанія «Помста за розкол країни» — спрямована на недопущення прийняття законопроєкту «Про засади державної мовної політики» № 9073 та на знівелювання негативних наслідків від прийнятого закону «Про засади державної мовної політики» № 5029-VI. Полягає у пониженні рейтингів народних депутатів та політичних партій, які голосували за законопроєкт у Верховній Раді України, а також у пониженні рейтингів та іміджу інших осіб, що своїми діями сприяли прийняттю законопроєкту.[виноска 1]

Акція під Комітетами Верховної Ради з питань науки і освіти. Київ. 27 лютого 2013 року

- Кампанія «Проти деградації освіти» — проти прийняття законопроєктів «Про вищу освіту» (№ 7486-1, № 9655, № 1187), які зменшують та знівельовують права студентів[10], їхній соціальний захист, сприяють поглибленню корупції у навчальних закладах тощо.
  - Кампанія на захист ЗНО — проти прийняття норм законопроєктів № 1187 та № 2060а, які знівельовують роль ЗНО.[виноска 2]
- Організація протестів проти Податкового кодексу у рамках Податкового майдану, які змусили владу утриматись від прийняття цього кодексу (його ухвалили пізніше зі значними правками) та повністю відмовитись від ідей прийняття чи поспішного ухвалення Житлового, Трудового, Пенсійного кодексів.
- Акції проти цензури та на захист свободи слова, зокрема проти зменшення частот для телеканалів «5 канал», «ТВі»[11], «СТБ», та в пам'ять про загиблих журналістів за часи незалежності України.[12]
- Кампанія із вшанування пам'яті жертв Голодомору-геноциду[13][14], сприяння перейменуванню топонімів, урбанонімів, що носять імена організаторів і виконавців Голодомору[15][16][17].
- «Не купуй російське!» — кампанія бойкоту російських товарів у відповідь на торговельну експортну блокаду українських товарів з боку Російської Федерації; пізніше — у відповідь на військове вторгнення Росії в Україну.
  - «Бойкот російського кіно» — кампанія бойкоту російського кіно. Зокрема — бойкот вироблених у Росії фільмів і серіалів, які транслюють на українському телебаченні, а також фільмів у кінотеатрах України — перш за все тих, які возвеличують російських силовиків і картателів або мають ознаки українофобії. Окрім того — бойкот російських акторів та режисерів, які підтримали політику Володимира Путіна щодо військових дій в Україні у 2014 році тощо.
  - «Бойкот російської попси».[18][19]

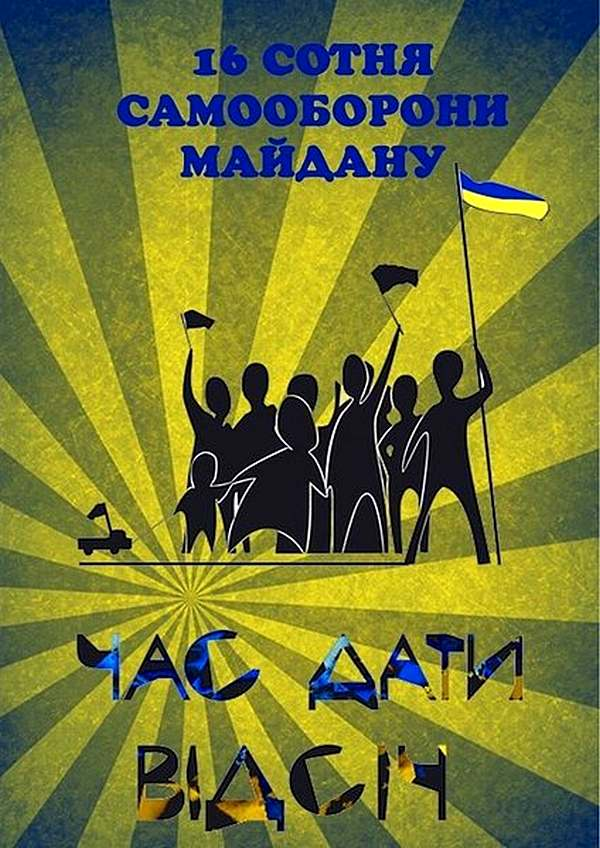
Логотип 16-ї сотні Самооборони Майдану «Відсіч», яка складалася з активістів і волонтерів руху

- Участь у «Євромайдані», зокрема у координації студентських страйків[20][21][22][23] і в кампанії бойкоту Партії регіонів[24]. Під час Євромайдану «Відсіч» у Києві сформувала сотню, яка увійшла до складу Самооборони Майдану, де отримала 16-ий номер.[25][26][27]
- Заходи зі збору коштів[fb 1], продуктів[fb 2][fb 3], спорядження тощо для українських військових (зокрема — для 1 та 2 батальйонів Національної гвардії України[28], 95-ї ОАМБр[29][30][fb 4][31] і 128-ї бригади[fb 5] Збройних сил України), що воюють на сході України[32][33]. Також — акції з вимогами повернути контроль над сходом України та Кримом[34], з вимогами до влади України забезпечити українських військових усім необхідним[35][36][37], на підтримку українських військових[38], у благодійних акціях на підтримку українських військових[39].
- Кампанія «Стоп Зе реванш» проти Володимира Зеленського як кандидата на виборах Президента України 2019 року. Полягала переважно в масовому поширенні листівок, наліпок, інших матеріалів із критичною інформацією про кандидата.[40][fb 6][41][42][43] Ще до закінчення кампанії активісти повідомили, що поширили понад 1 млн листівок.[fb 7][44] За листівки проти Володимира Зеленського і нової влади активістів намагалася затримати поліція і після закінчення кампанії[45][46].

Акція «Не дозволь їм перетнути червоні лінії». Київ. 4 липня 2019 року

- Кампанія «Червоні лінії». Полягає в тому, що перед владою (президентською, законодавчою і виконавчою) були окреслені своєрідні межі («червоні лінії»), переступивши які вона, зі слів активістів, зіткнеться з протестами та спротивом громадянського суспільства. Червоні лінії діляться на 6 блоків питань за темами: мова, євроінтеграція, неприпустимість відносин із Росією, відкат у декомунізації, армія і територіальний устрій і цілісність. Кампанії стартувала з акції перед офісом президента України 4 липня 2019 року.[47][48][49][50] З того часу активісти звітують про поширення тематичних листівок про «червоні лінії»[fb 8][fb 9][fb 10], а також про поширення листівок проти кандидата в народні депутати на позачергових парламентських виборах 2019 року по 94-му округу від партії «Слуга народу», ведучого «Грошей» на телеканалі 1+1 Олександра Дубінського, який, за інформацією учасників кампанії, давно перейшов червоні лінії[fb 11][51]. Згодом активісти почали поширювати листівки також проти: Максима Луцького, кандидата по 222-му округу від «Опозиційної платформи — За життя»[fb 12]; кандидата-самовисуванця по 66-му округу Віталія Журавського[fb 13][fb 14]; кандидата-самовисуванця по 220-му округу Сергія Лещенка[fb 15][fb 16][fb 17]; партії «Опозиційна платформа — За життя»[fb 18].

Також ГР «Відсіч» був організатором або учасником: акцій солідарності із захисниками харківського Центрального парку, проти перебування Чорноморського флоту Російської Федерації на українській території, на захист українського кіноперекладу, проти переслідування істориків та перегляду історії, за популяризацію державної символіки, «Великдень разом» (перебування студентів зі сходу та півдня України в родинах своїх однолітків у Львові), «Не дамо викинути музеї з Лаври», «Українське мовлення — в ефір» і інші акції на захист українських мови, телебачення, книговидання; проти перейменування вулиці Мазепи, пам'яті 66-ї річниці депортації кримських татар, «Знищений Хрещатик: ми пам'ятаємо!», пам'яті героїв Крут, святкування Дня Соборності (ланцюги єдності у Дрогобичі, на мосту ім. Патона у Києві, акція «Пампухи для донеччан» у Львові тощо); збору підписів щодо відновлення руху деяких електропоїздів та акції проти штучного дефіциту квитків у касах Укрзалізниці; демонстрації студентської «зброї»; акцій і дії на захист Студентської ради Києва від рейдерського захоплення (лютий 2013 року); мистецької акції протесту проти «гастрольного» законопроєкту № 8757; протестів проти зросійщення української продукції; протесту проти вступу України до «Митного союзу» та акції за вступ до Європейського Союзу, агітації проти Віктора Медведчука та «Українського вибору»; агітації проти призначення головою ЛОДА Олега Сала (2013); акцій з вимогою змінити передвиборче законодавство; акції за запровадження санкцій проти Росії західним світом, проти російської пропаганди та газети «Вести», за покарання порушників перетину кордону України з окупованими територіями відповідно до Законодавства України та за недопущення таких осіб на територію України (а також за покарання Служби безпеки України за допуск таких осіб на територію України, недопущення в Україну іноземців з антиукраїнською позицією), кампанії «Справжні квоти» (за ухвалення законопроєкту № 3822, який встановлює квоту для україномовної музики на радіо у 35 %, та проти ухвалення альтернативного законопроєкту № 3822-1), за ухвалення законопроєкту «Про державну мову» № 5670, «Про забезпечення функціонування української мови як державної» № 5670-д, всеукраїнської акції-святкування набуття чинності Закону України «Про забезпечення функціонування української мови як державної» під назвою «Мова об'єднує», на підтримку декомунізації в Україні та проти спроб здійснення зворотнього процесу, а також інших заходів.

## Видання
З березня 2013 року активісти руху, студенти НаУКМА, випускають студентську газету «Сковорідка». Основна тематика: студентське життя Києво-Могилянської академії, студентські та освітні проблеми в Україні.

## Відзнаки
9 листопада 2016 року, до Дня української писемності та мови, Громадянський рух «Відсіч» отримав від Міністерства культури України офіційну подяку «за вагомий внесок у розвиток та популяризацію української писемності і мови та високий професіоналізм».

## Критика
Влітку 2013 року активісти «Відсічі» здійснили кілька агітаційних поїздок у рамках кампанії на захист ЗНО до Вінниці (зокрема до Вінницького національного аграрного університету, почесним ректором якого на той час був Григорій Калетнік). Після цього рух піддавався критиці на сайті «Свобода слова в Україні», який пов'язують із родиною Калетників. На ресурсі активістів звинуватили у продажності та замовності їхніх дій. «Відсіч» спростувала усі звинувачення, назвавши їх «інформаційним замовленням».
Під час кампаній проти газети «Вести» та «Бойкот російського кіно» у 2015—2017 роках активісти «Відсічі» неодноразово піддавались критиці на шпальтах зазначеної газети «Вести» і YouTube-блогера Анатолія Шарія, яких характеризують як проросійських. Активістів звинувачували та/або натякали на радикальність їхньої ідеології, зв'язках із Службою безпеки України, проплаченості, написанні «доносів» на російських артистів, вчиненні провокацій, причетності до руху частини членів С14 тощо.

## Відомі активісти
- Капшученко-Шумейко Юлія Петрівна
- Микитенко Юлія Миколаївна
- Свистович Михайло Богданович
- Федорівський Сергій Іванович
- Чепура Катерина Петрівна
- Чорногуз Ярина Ярославівна

## Галерея

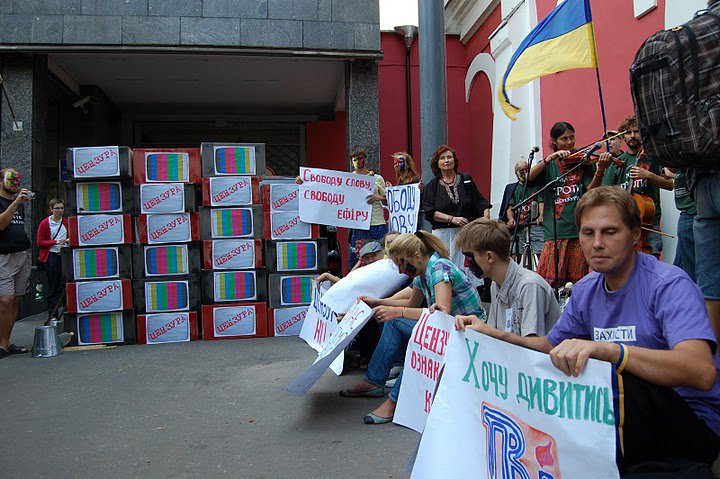
Активісти «Відсічі» під час акції проти цензури в Україні (Київ, 2010).
Момент акції «Хто керує МОН-ом?» (Київ, 2010).
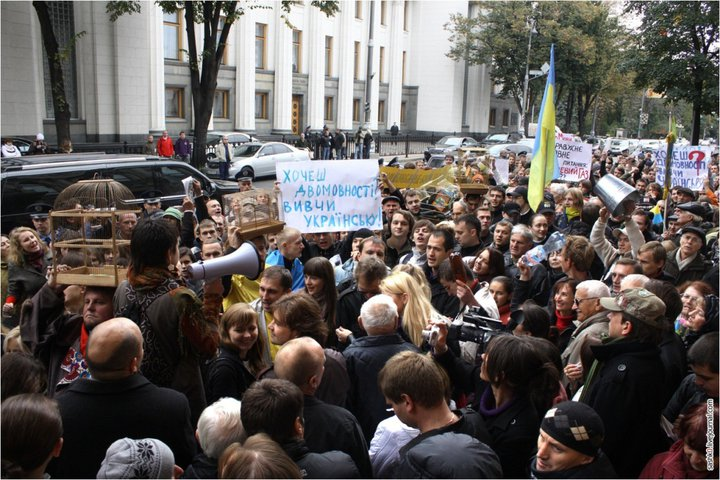
Активісти «Відсічі» під час акції на захист української мови (Київ, 2010).
Активісти «Відсічі» під час акції на захист української мови (Київ, 2010).
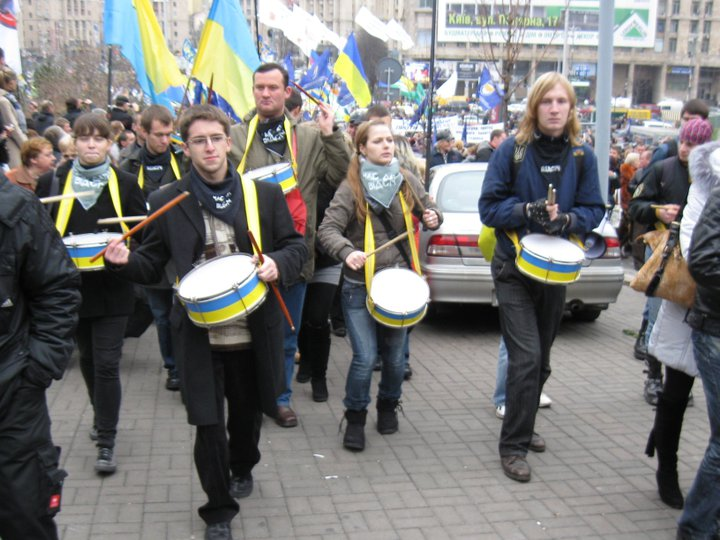
Активісти «Відсічі» під час «підприємницького майдану» (Київ, 2010).
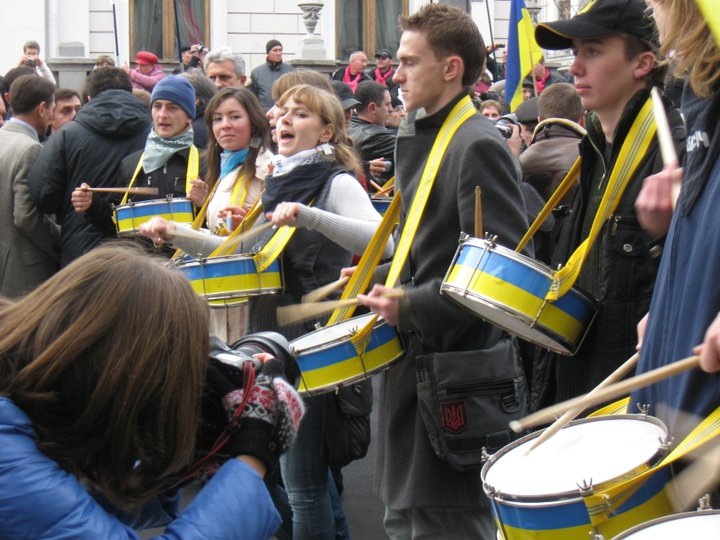
Активісти «Відсічі» під час «підприємницького майдану» (Київ, 2010).
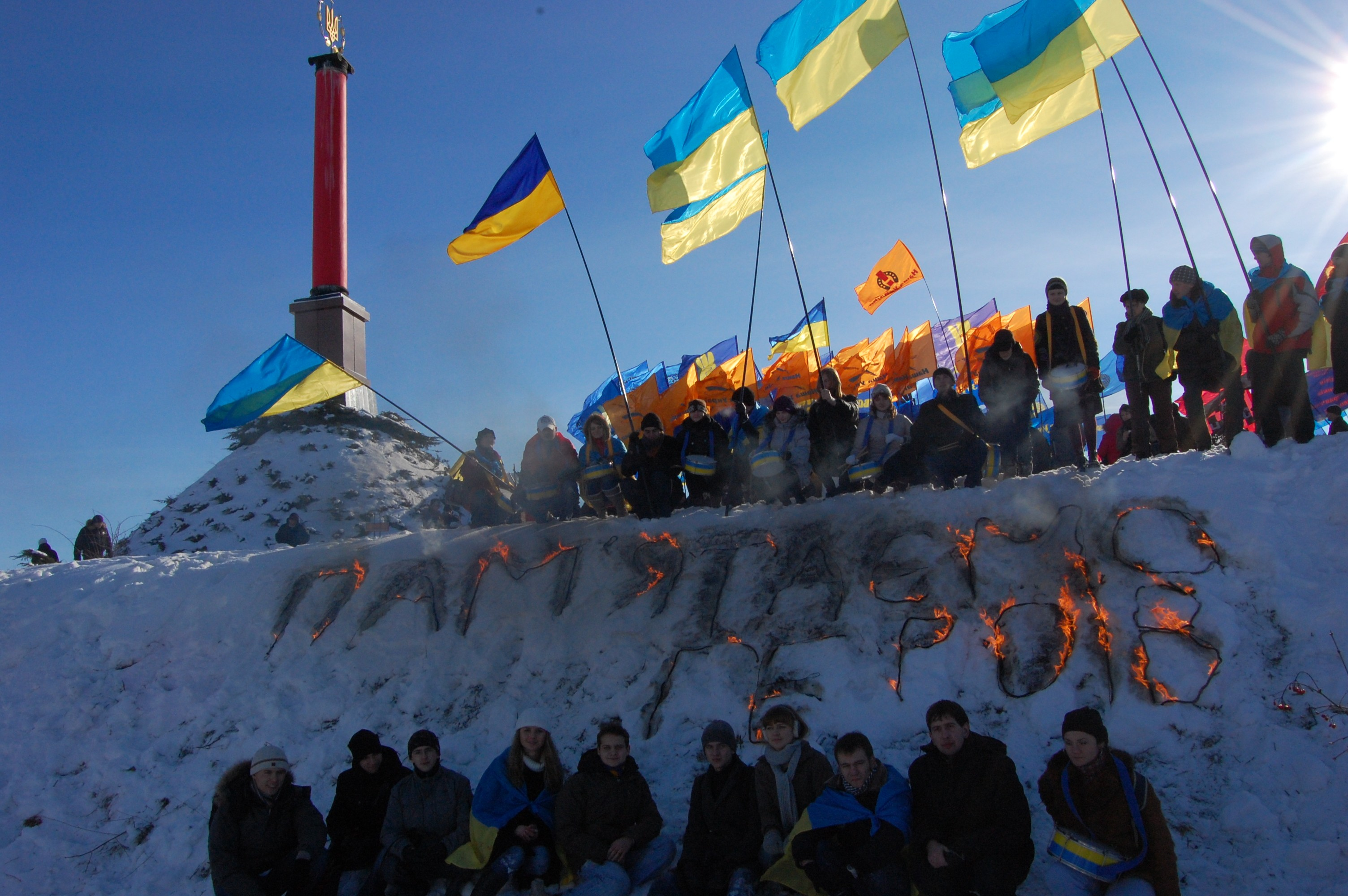
Акція пам'яті Героїв Крут у річницю на місці бою (зал. ст. Крути, 2011).
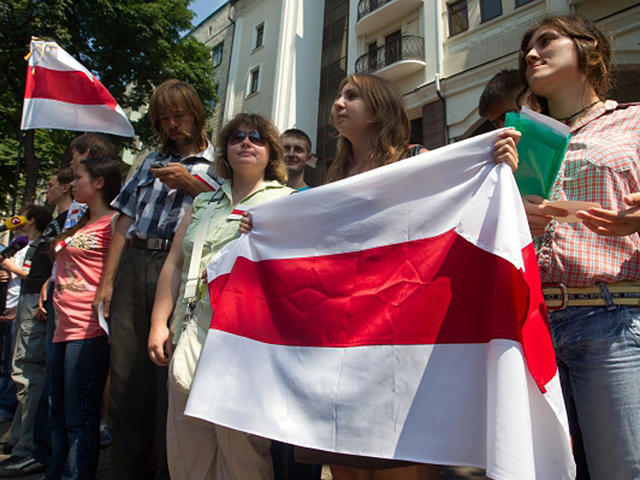
Акція солідарності з білоруським народом під посольством Білорусі (Київ, 2011).
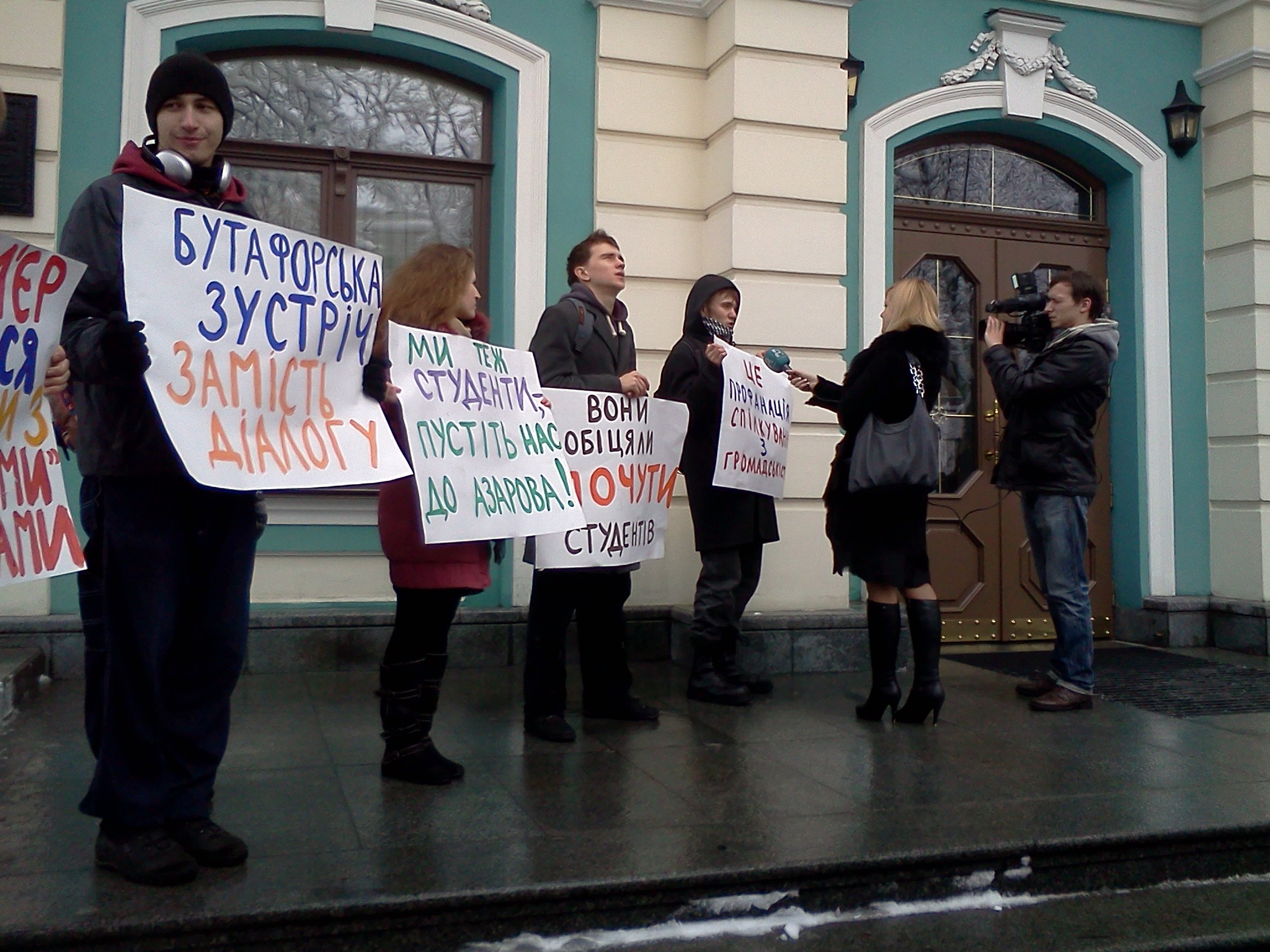
Спонтанна акція протесту проти прийняття законопроєкту «Про вищу освіту» (Київ, 2012).
Аватарка «Відсічі» для соцмереж проти нового податкового кодексу.
Аватарка «Відсічі» для соцмереж на захист української музики у радіоефірі.
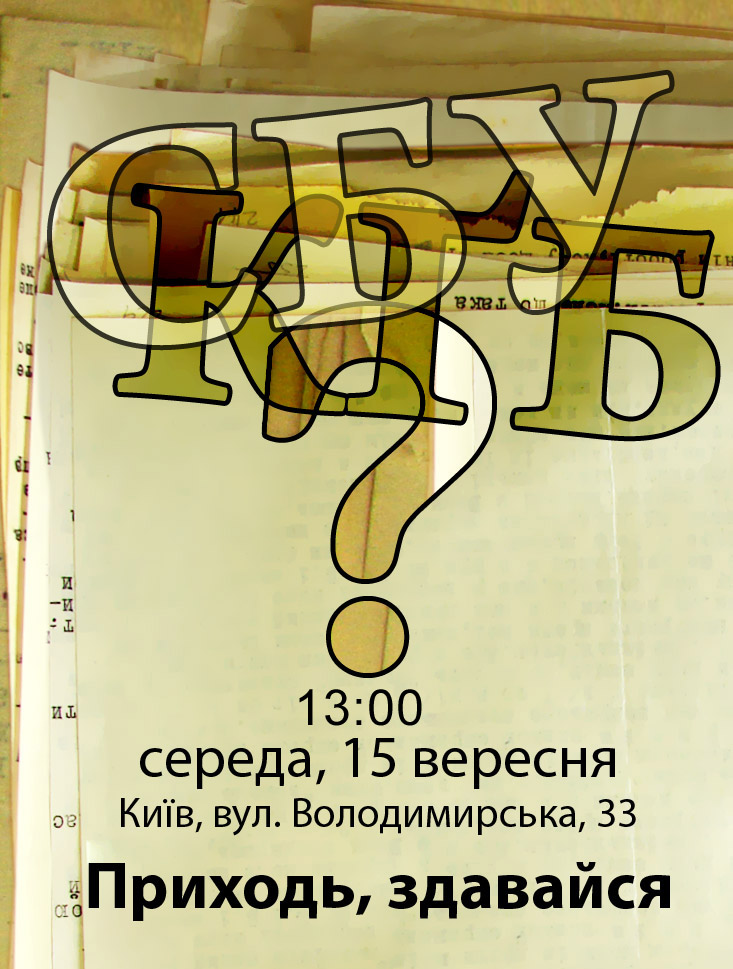
Аватарка до акції проти переслідування істориків та переписування історії.
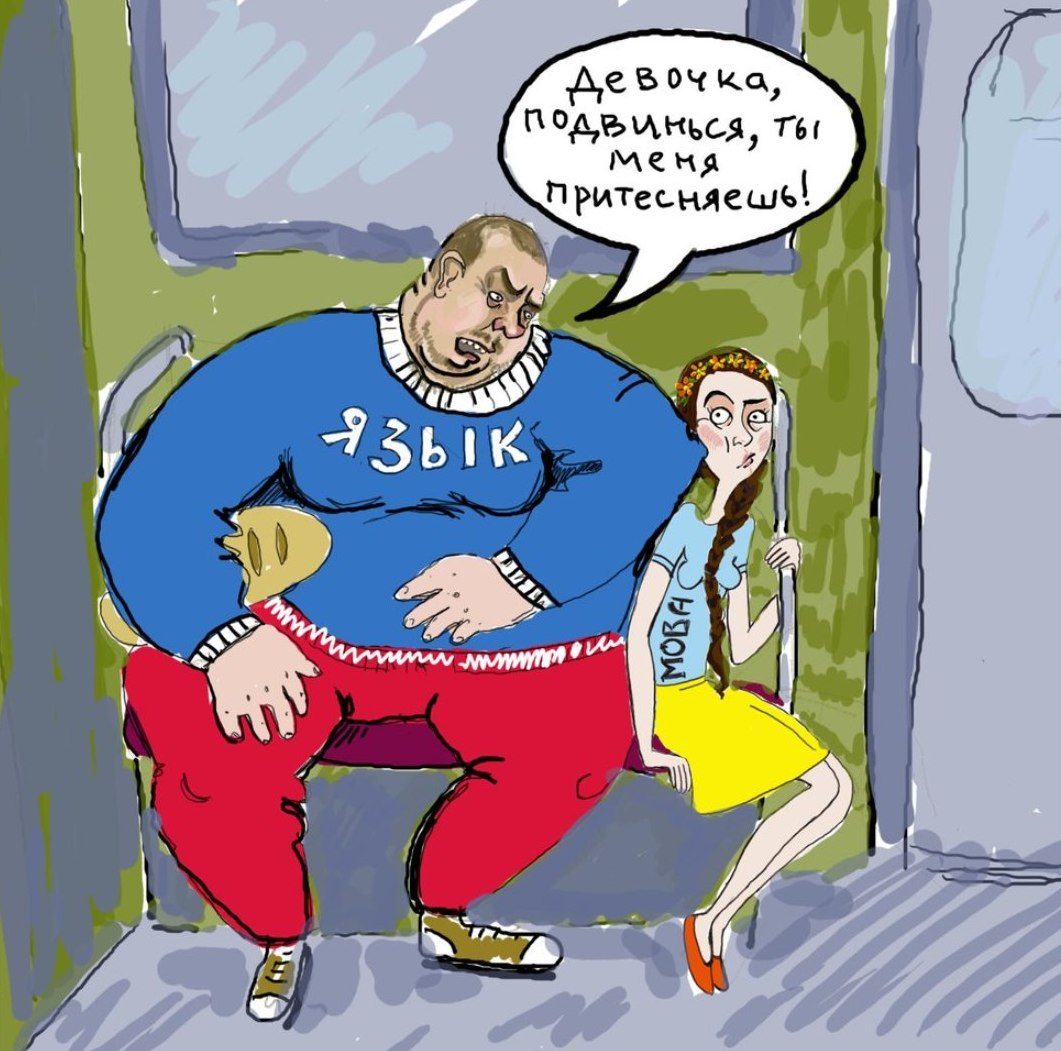
Карикатура на стан української мови в Україні.
Активісти Відсічі презентують кампанію «Помста за розкол країни» (Київ, 2012)
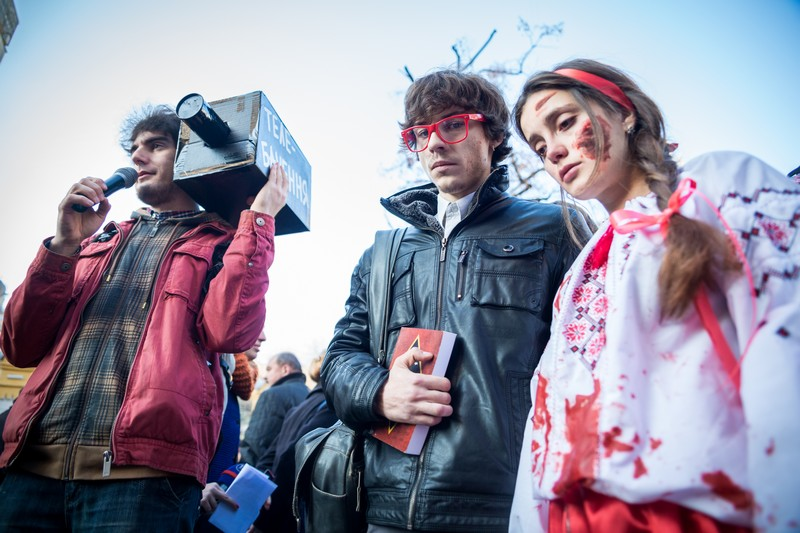
Перформанс на захист української мови (Київ, 2014)
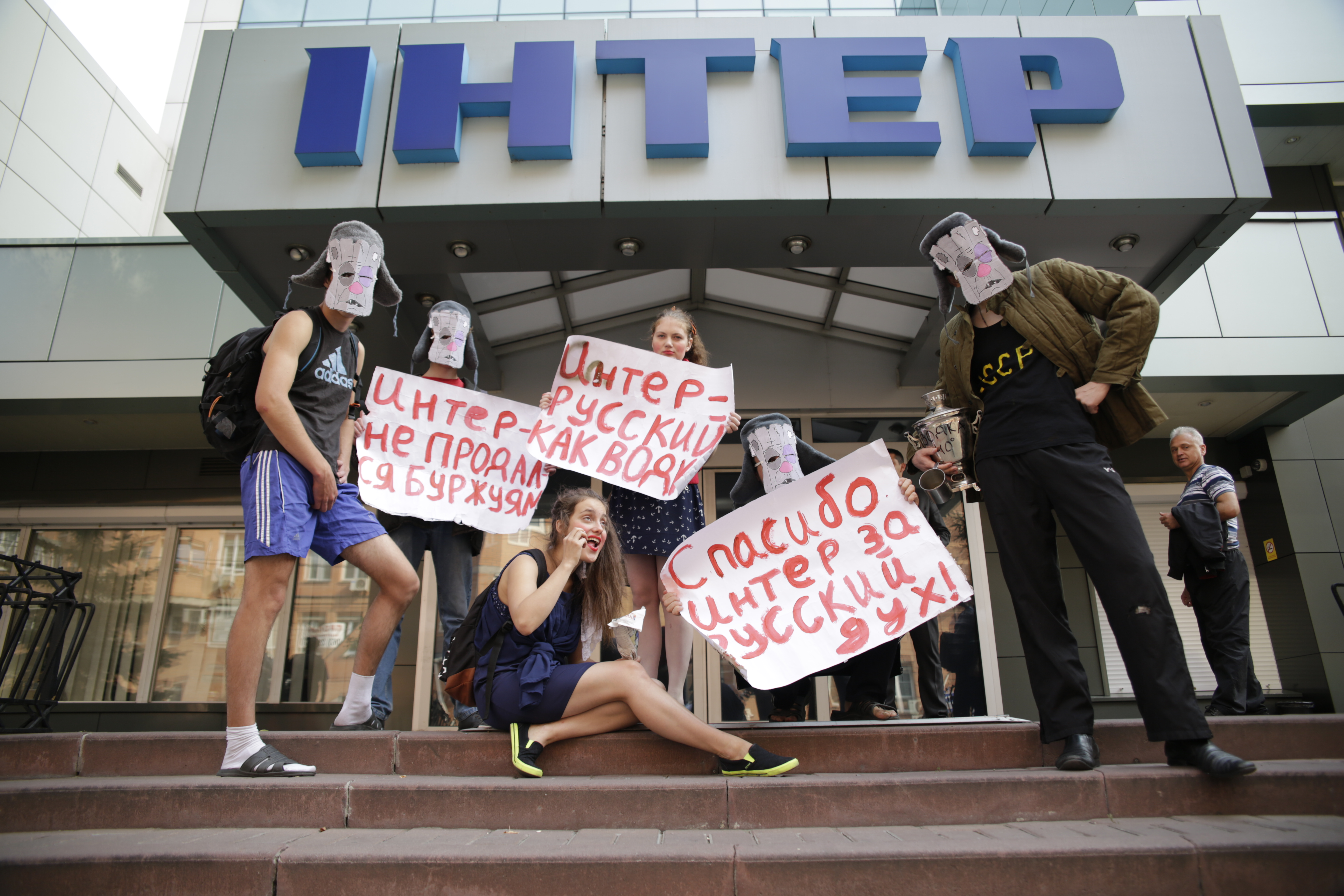
Ватники дякують телеканалу Інтер за підтримку русского міра, серпень 2015 р.
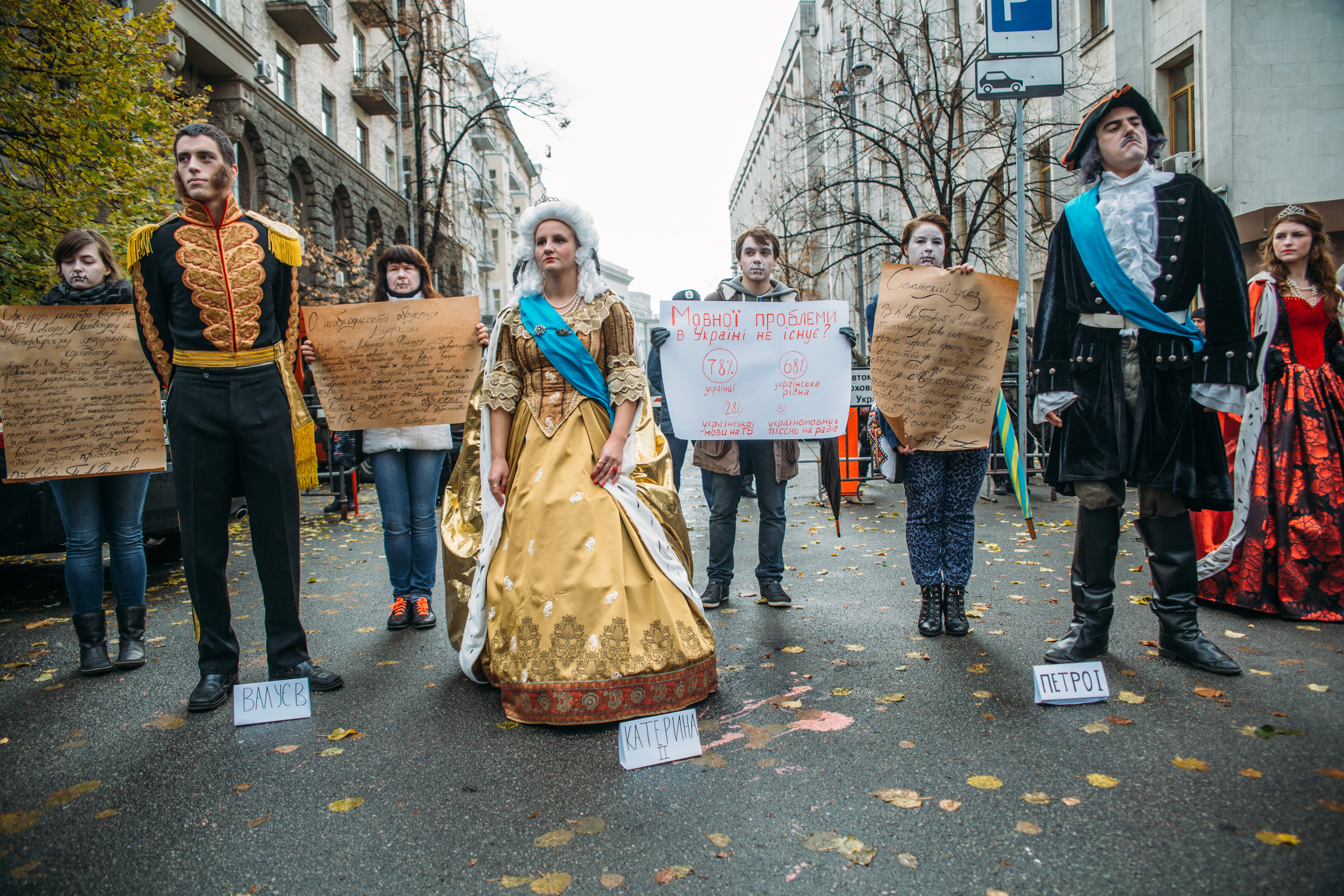
Перформанс проти русифікації та з вимогою законодавчого захисту української мови у День української писемності та мови 2015 р.

### Дописи «Відсічі» у Facebook
1. ↑  На Миколаївщині закликають населення не тільки бойкотувати, але й допомагати українським воякам. [Архівовано 28 липня 2020 у Wayback Machine.]. Відсіч. 09.09.2014
2. ↑  Почали збір продуктів для солдатів під супермаркетами. [Архівовано 28 липня 2020 у Wayback Machine.]. Відсіч. 18.08.2014
3. ↑  Триває збір продуктів під супермаркетами Києва для наших солдатів, які зараз воюють на Сході. [Архівовано 28 липня 2020 у Wayback Machine.]. Відсіч. 26.08.2014
4. ↑  У Вишневому, що під Києвом, активісти кампанії «Не купуй російське!» поширюють листівки із закликами до бойкоту російських товарів. [Архівовано 16 жовтня 2014 у Wayback Machine.]. Відсіч. 13.10.2014
5. ↑  Наші воїни з 128-ї бригади отримали нашу посилку. [Архівовано 28 липня 2020 у Wayback Machine.]. Відсіч. 15.12.2014
6. ↑  Кампанія #Стоп_ЗЕ_реванш стартувала! [Архівовано 11 квітня 2019 у Wayback Machine.]. Відсіч. 06.04.2019
7. ↑  Перейдено рубіж у 1 000 000 листівок і наліпок, поширених по всій Україні. [Архівовано 18 червня 2019 у Wayback Machine.]. Відсіч. 18.04.2019
8. ↑  Активісти Відсічі поширили на Фестиваль драйву та музики «Piviha» декілька тисяч листівок кампанії #Червоні_лінії [Архівовано 13 липня 2019 у Wayback Machine.]. Відсіч. 07.07.2019
9. ↑  Активісти і волонтери «Відсічі» в Кременчуку та Горішніх Плавнях, що на Полтавщині, напередодні поширили листівки «Не дозволь їм переступити червоні лінії» та наліпки «1+1. Вони брешуть». [Архівовано 14 липня 2019 у Wayback Machine.]. Відсіч. 08.07.2019
10. ↑  У цю гарячу пору фестів, нагадуємо про актуальні загрози переходу червоних ліній новою владою. [Архівовано 13 липня 2019 у Wayback Machine.]. Відсіч. 09.07.2019
11. ↑  На цих виборах під покровом демократії йде до влади реванш перемішаний з профанацією. [Архівовано 13 липня 2019 у Wayback Machine.]. Відсіч. 08.07.2019
12. ↑  «Замочити» Максима Луцького на його традиційному 222 окрузі (Київ, Солом'янка, Шулявка) — це вже справа честі. [Архівовано 3 серпня 2019 у Wayback Machine.]. Відсіч. 17.07.2019
13. ↑  Стрім спроби затримання активістів Відсічі [Архівовано 21 січня 2022 у Wayback Machine.] (стрім). Відсіч. 18.07.2019
14. ↑  У 66 окрузі на Житомирщині балотується заслужений екс-регіонал та тричі екс-депутат Віталій Журавський, екс-радник Януковича та переможець рейтингу «Вороги преси-2012», через свій законопроект «про наклеп». [Архівовано 7 серпня 2019 у Wayback Machine.]. Відсіч. 19.07.2019
15. ↑  Вчора ми писали розлого про таке ганебне явище в українській політиці як Сергій Лещенко … Але ми не тільки писали — але й працювали. [Архівовано 7 серпня 2019 у Wayback Machine.]. Відсіч. 19.07.2019
16. ↑  Сергій Лещенко перейшов червону лінію [Архівовано 7 серпня 2019 у Wayback Machine.]. Відсіч. 18.07.2019
17. ↑  Завершуємо цей тиждень підбірочкою листівок проти переможців конкурсу #чорна_мітка, як одні з найбільш небажаних у новому Парламенті [Архівовано 7 серпня 2019 у Wayback Machine.]. Відсіч. 19.07.2019
18. ↑  Лише зараз, після завершення надзвичайно короткої і насиченої виборчої кампанії, з'явився час аби проінформувати про ще одну інформаційну кампанію, яку ми вели у південно-східних регіонах країни. Вона була спрямована проти візитівки реваншу — #ЗаЖОП [Архівовано 11 серпня 2019 у Wayback Machine.]. Відсіч. 23.07.2019
19. ↑  А тимчасом у місті Києві триває поширення листівок, щоб привернути увагу Президента, народних депутатів та всіх небайдужих громадян до питання квот для україномовної пісні на радіо.. Відсіч. 08.06.2016
20. ↑  Громадянський рух Відсіч отримав подяку від Міністерство культури України за вагомий внесок у розвиток та популяризацію української писемності і мови та високий професіоналізм.. Відсіч. 11.11.2016

### Виноски
1. ↑  Кампанія відбувається у рамках тривалішої кампанії «Займіться ділом, а не язиком!».
2. ↑  Кампанія відбувається у рамках тривалішої кампанії «Проти деградації освіти».